# Roger Hentz
Pour les articles homonymes, voir Hentz.

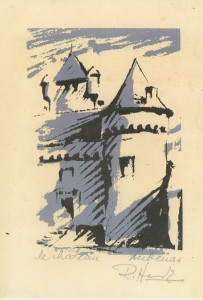
Gravure représentant le château d'Aubenas

Roger Hentz est un artiste-peintre alsacien,, né à Strasbourg, Bas-Rhin le 29 mars 1927 et décédé à Lachapelle-sous-Aubenas, en Ardèche le 13 décembre 2009,.
Ayant grandi à Lutzelbourg, il quittera brièvement l'Alsace dans les années 1950, puis amoureux des paysages cévenols, il s'installera en Ardèche dans les années 1970 au lieu-dit du Coustillou dans « La maison du peintre ».

## Une carrière professionnelle consacrée aux arts décoratifs
Formé à l’École supérieure des arts décoratifs de Strasbourg, il a mené une carrière professionnelle largement consacrée aux arts décoratifs.
À l'origine illustrateur pour le compte de nombreuses revues, dont le quotidien les « Dernières Nouvelles d'Alsace » et à compter de 1948, la revue « Départs » publiée à destination de la jeunesse, il s'installe à Paris en 1951 et travaille à la commande puis au sein d'une régie publicitaire. Il séjourne ensuite brièvement en Ardèche à Aubenas en 1953 au sein de cette même régie publicitaire.
De retour en Alsace, il travaille comme responsable d'une équipe de dessinateurs chez Stenhel à Rothau (Bas-Rhin). Puis, à partir des années 1955, il vit à Guebwiller (Haut-Rhin) où il exerce comme directeur artistique de la société de textiles Bourcart. Sa carrière se poursuit à l'usine de textile Florex à Bischwiller (Bas-Rhin) en tant que directeur artistique avant de prendre la direction commerciale puis la direction de l'usine.
Il créa son propre studio de dessin L'Atelier de Recherche et de Création Artistique, l'ARCA en 1976, qui rassemble 4 collaborateurs et amis dessinateurs, basé à Soultz puis JungHoltz (Haut Rhin). L'ARCA produit abondamment des dessins pour l'industrie du papier peint travaillant pour les plus grandes sociétés dont Venilia et Somer.

## Une riche production artistique

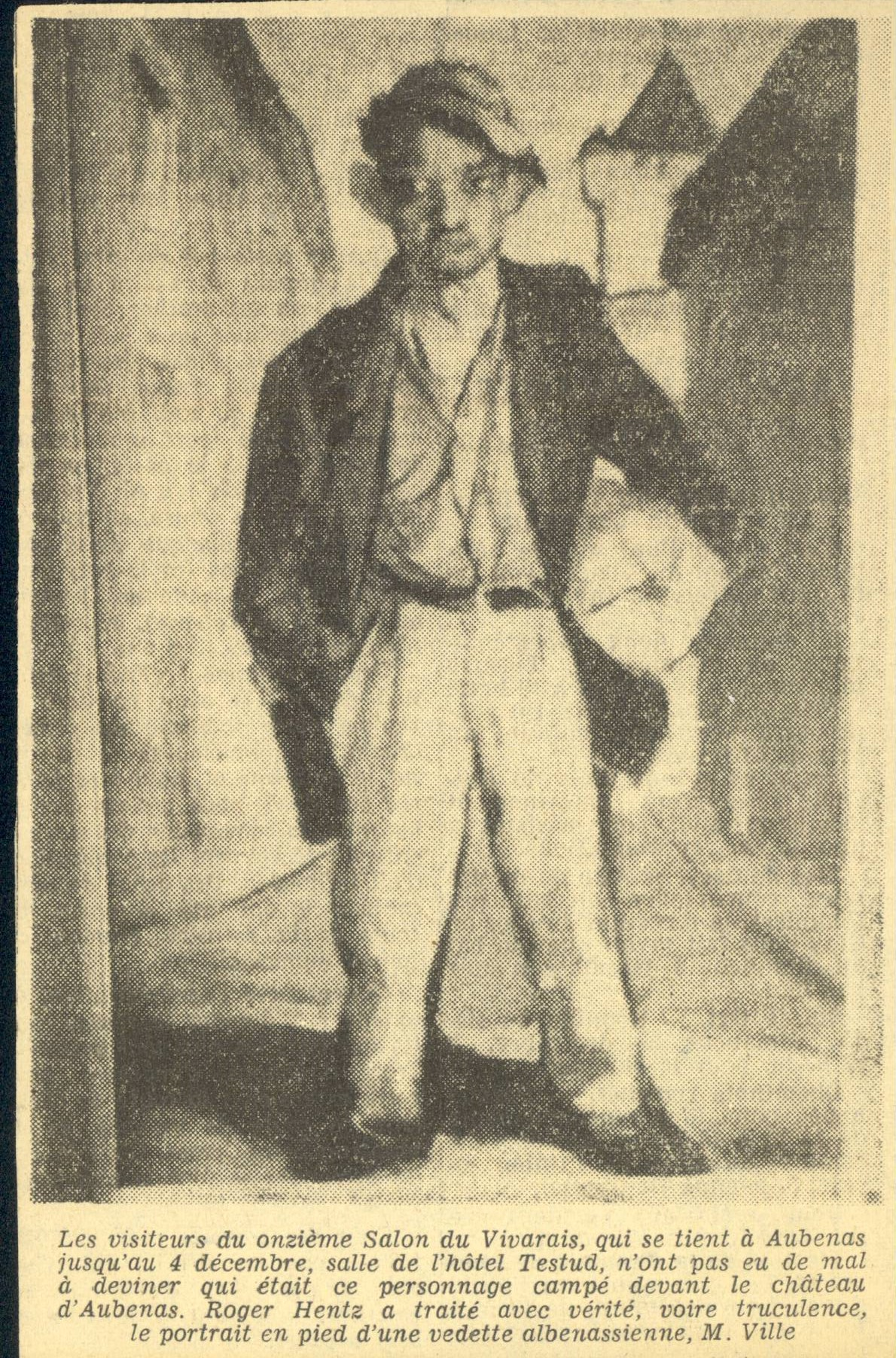
Portrait en pied d'un personnage Albenassien

Durant toute sa carrière, il peint avec passion les paysages alsaciens (ballon d'Alsace, Thann, Grandfontaine, Guebwiller, Jungholtz...) et ardéchois (Aubenas, des scènes de vie, ruelles, villages alentour). 
Artiste complet, il s'essaiera à diverses techniques illustratives et à la sculpture. Membre fondateur des Amis des arts de Guebwiller, il a contribué à son dynamisme et à ses salons réguliers.
Il laisse une œuvre riche et variée d'une centaine de pièces (peintures à l'huile, gouaches, lithographies, gravures, sculptures etc.) en majorité restées dans le domaine privé. Certaines de ses œuvres, dont les commandes d'illustrations, sont référencées dans les publications associées référencées à la Bibliothèque Nationale de France , ou même versées aux fonds documentaires de musées nationaux comme le Musée des Arts Décoratifs à Paris .
Ses dessins humoristiques égrènent diverses publications, dont celles liées à ses activités personnelles.
Il est répertorié dans les ouvrages Signatures et Monogrammes des artistes peintres alsaciens et Portraits et autoportraits de peintres alsaciens par René Wetzig et édités chez Do Bentzinger .